# Moraime
Moraime (o San Julián de Moriame) es una parroquia y lugar español del municipio de Mugía, en la provincia de La Coruña, Galicia.

## Patrimonio
- La  Iglesia Parroquial de San Julián, templo medieval del siglo XII que antiguamente era parte de un monasterio benedictino.

## Entidades de población
Entidades de población que forman parte de la parroquia:
- Alberguería
- Añobres
- Armear
- Bayuca (A Baiúca)
- Bergantiños
- Bouzas
- Cartel
- Casasnovas (As Casas Novas)
- Castelos (Os Castelos)
- Chorente
- Figueiras de Abaixo
- Figueiras Darriba (Figueiras de Arriba)
- Labexo
- Lourido
- Oruxo
- Os Muíños
- Moraime
- Ribas
- Risamonde
- Serantes
- Vilamayor (Vilamaior)
- Vilariño
- Sansón (Xanzón)
- Xurarantes
- A Condomiña

## Demografía
| Gráfica de evolución demográfica de Moraime entre 2000 y 2018 |
|                                                               |
| Datos según el nomenclátor publicado por el INE.              |